# Maják Juminda
Maják Juminda (estonsky Juminda tuletorn) je maják, který stojí v obci Kuusalu na pobřeží poloostrova Juminda ve Finském zálivu v Baltském moři v Estonsku.
Maják se nachází v Národní parku Lahemaa a je ve správě Námořního úřadu Estonska. Registrační číslo Estonského úřadu námořní dopravy (Veeteede Amet, EVA) je 110.

## Historie
Maják byl postavený v roce 1931. Ve výšce 10 metrů byly umístěné acetylénové lampy. Záblesky o frekvenci 150 za minutu byly viditelné do vzdálenosti 8 km. V roce 1937 byla postavena nová železobetonová věž vysoká 24 metry o průměru dva metry podle projektu inženýra Armase Luigeho (1910–1991). Světelný zdroj byl ve výšce 32 m nad mořem a byl viditelný do vzdálenosti 8 námořních mil, s charakteristikou Fl W 1s.. V roce 2006 byl maják přestavěn a zvýšen o osm metrů s druhým ochozem. Zvýšení majáku bylo nutné z důvodu dorůstání okolních stromů a clonění jeho světla. V roce 1990 bylo instalováno osvětlení ASA-50 (ACA-50) a záložní zdroj EM-300 (ЭM-300). Výměny světelného zdroje probíhaly v roce 2006 (LED 350 7W) a 2013.
V roce 2007 byla vydána estonskou poštou poštovní známka s námětem majáku Juminda, kterou navrhl estonský výtvarník Roman Matkiewicz.

## Popis
Válcová věž vysoká 32 metrů s dvěma ochozy a lucernou. Maják je postaven z železobetonových skruží. Lucerna je 2,5 m vysoká. Maják byl automatizován v roce 1981 a jeho dosvit byl zvýšen na 15 nm. Část mezi ochozy věže byla natřená červenou barvu, střední část černou a dolní bílou.

### Data
Zdroj
- Výška světla: 40 m n. m.
- Dosvit: 12 námořních mil
- Dva záblesky bílého světla v intervalu 15 sekund
- Sektor: bílá 0°–360°

### Označení
- Admiralty: C3860
- ARLHS: EST-022
- NGA: 12908
- EVA 110

## Galerie

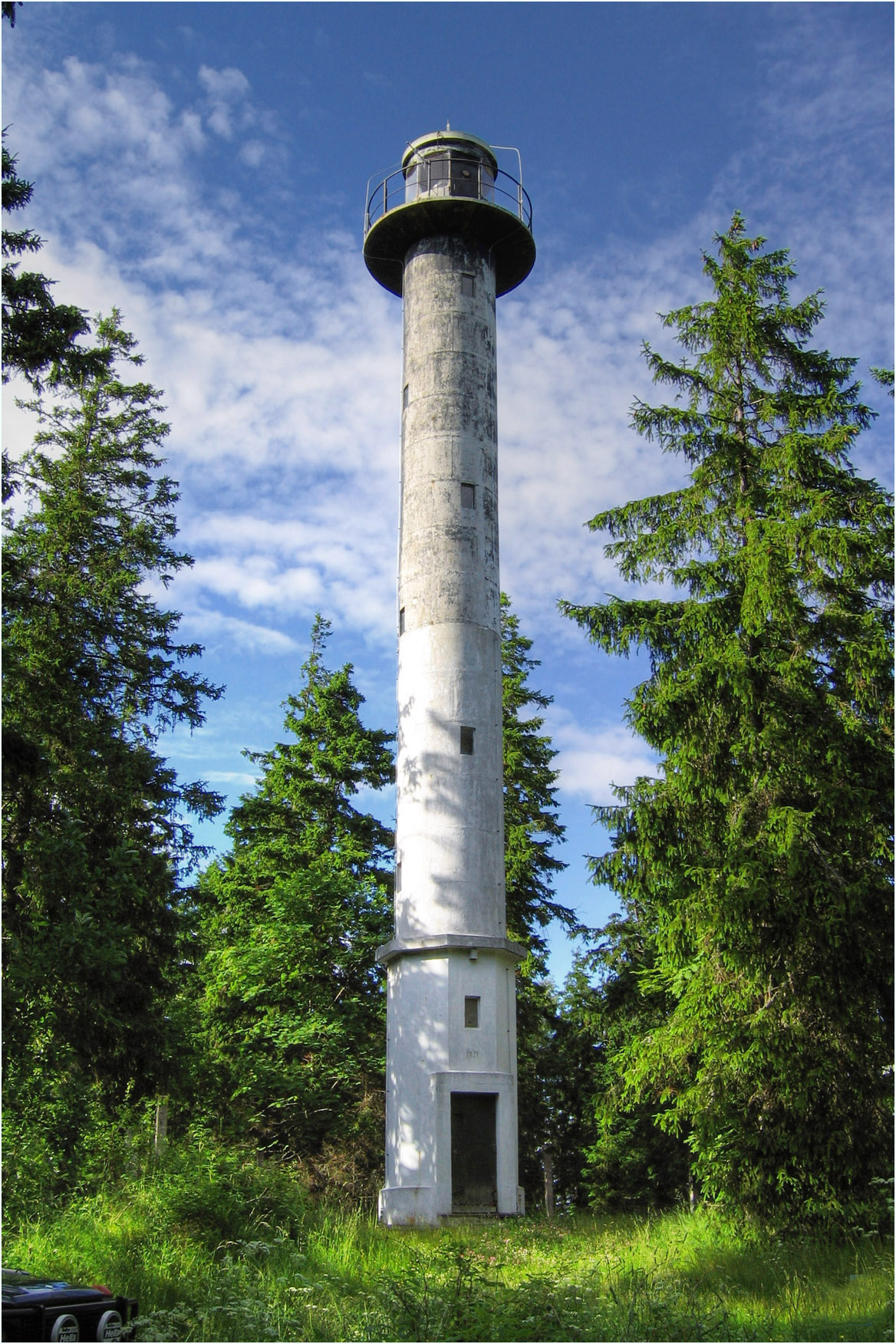
Maják Juminda v roce 2005
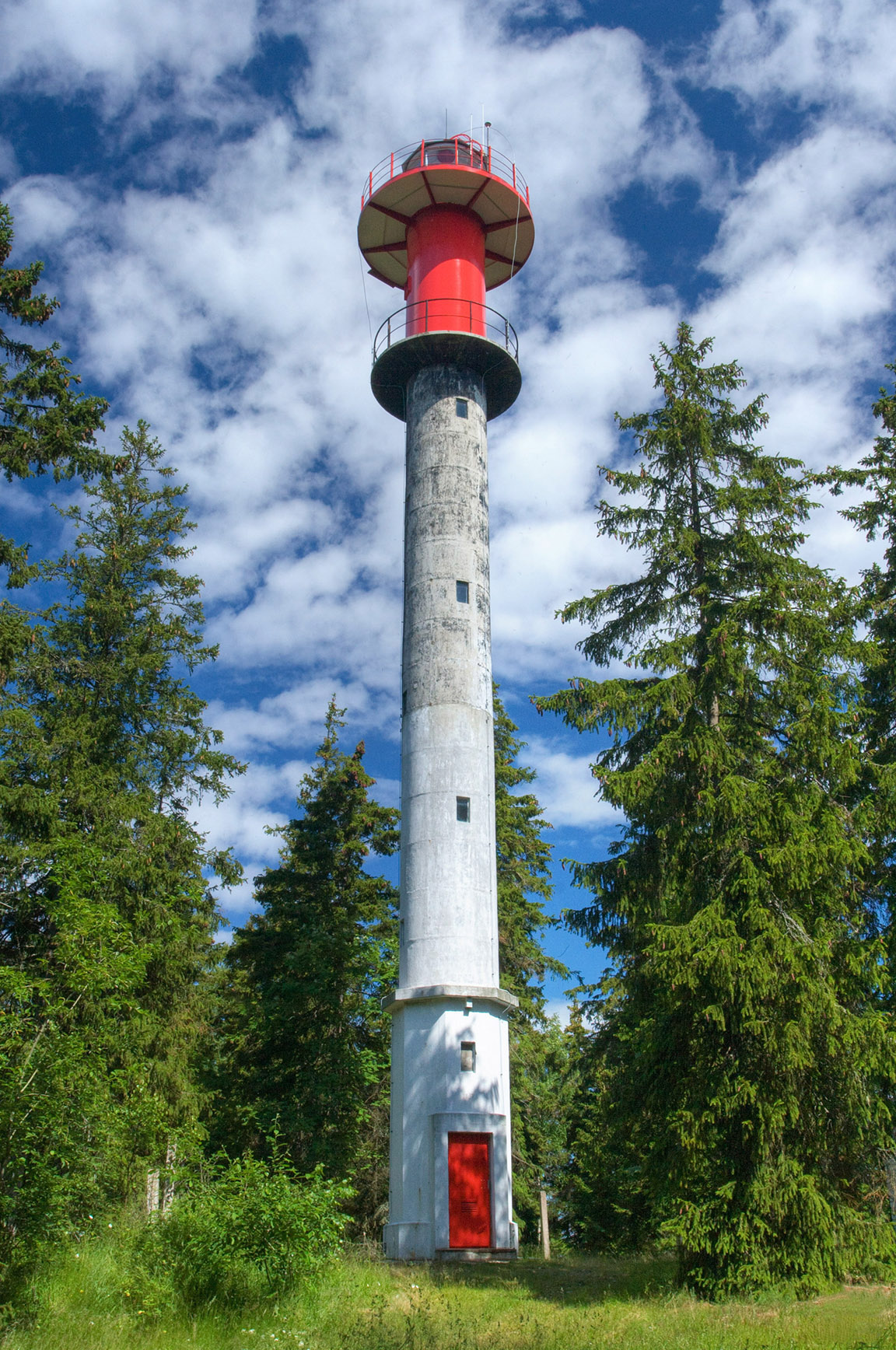
Maják Juminda v roce 2007